# HMS Duncan (D99)
Pour les autres navires du même nom, voir HMS Duncan.
Le HMS Duncan est un destroyer de classe D construit pour la Royal Navy au début des années 1930. Il fut nommé en hommage à l'amiral Adam Duncan qui remporta une victoire sur la flotte hollandaise lors de la bataille de Camperdown en 1797.
Sa quille est posée le 3 septembre 1931 au chantier naval HMNB Portsmouth, en Angleterre. Il est lancé le 7 juillet 1932 et mis en service le 5 avril 1933 sous le commandement du commander James Abernethy McCoy.

## Historique
Le navire est initialement affecté à la flotte méditerranéenne avant d'être transféré au Commander-in-Chief, China au début de 1935 où il reste jusqu'à la mi-1939. Le Duncan retourne dans la flotte méditerranéenne juste après le début de la Seconde Guerre mondiale en septembre 1939. Il est transféré dans la Home Fleet en décembre 1939, avant d'être gravement endommagé lors d'une collision le mois suivant, nécessitant des réparations qui durent jusqu'en juillet 1940. Le navire rejoint ensuite la Force H à Gibraltar en octobre, escortant les plus gros navires et divers convois jusqu'en mars 1941, date à laquelle il est transféré en Afrique de l'Ouest pour des fonctions d'escorte de convoi pendant quelques mois. Le Duncan rejoint la 13e flottille de destroyers à Gibraltar en juillet et escorte plusieurs convois de Malte pendant le reste de l'année. Après un radoub, il retourne brièvement dans la 13e flottille avant de rejoindre l'Eastern Fleet dans l'océan Indien pour participer à l'opération Ironclad en mai 1942. Le navire est rappelé à son port d'attache pour être transformé en destroyer d'escorte à la fin de 1942.
Le Duncan est affecté au groupe d'escorte B-7 dans l'Atlantique Nord après la fin de sa conversion en mai 1943. Lors de sa période de lutte ASM, il sauve 15 survivants du sous-marin allemand U-470 le 16 octobre 1943, coulé plus tôt par un bombardier Consolidated B-24 Liberator de la Royal Air Force. Alors qu'il défend le convoi ON 207 le 23 octobre, il coule l'U-274 en compagnie du Vidette et d'un Liberator du 224e escadron de la RAF. Plus tard le même mois, le 29 octobre, le Duncan partage le naufrage de l'U-282 avec le destroyer Vidette et la corvette Sunflower, tout en protégeant le convoi ON 208. Il escorte un certain nombre de convois avant d'avoir besoin d'un long radoub de novembre à mai 1944. Le navire est ensuite réaffecté à des fonctions anti-sous-marines dans les approches occidentales de mai 1944 à avril 1945. À ce moment-là, il est transféré aux patrouilles côtières ASM pour contrer les tout derniers efforts de la Kriegsmarine qui vise à interférer les lignes d'approvisionnement alliées au continent. Mis en réserve le mois suivant, le Duncan en mauvais état est vendu pour démolition à l'entreprise BISCO en septembre 1945. Celle-ci débute le mois suivant et ne s'achève qu'en 1949.
Lors de son service de guerre, le Duncan a été décoré de cinq honneurs de bataille : Cap Teulada (1940), Convois de Malte (1941-42), Méditerranée (1941), Atlantique (1941-45) et Diégo Suarez (1942).